# 福岡徳洲会病院
医療法人徳洲会 福岡徳洲会病院（いりょうほうじんとくしゅうかい ふくおかとくしゅうかいびょういん）は、福岡県春日市に所在する民間の医療機関。医療法人徳洲会が運営。年中無休24時間営業である。

## 概要

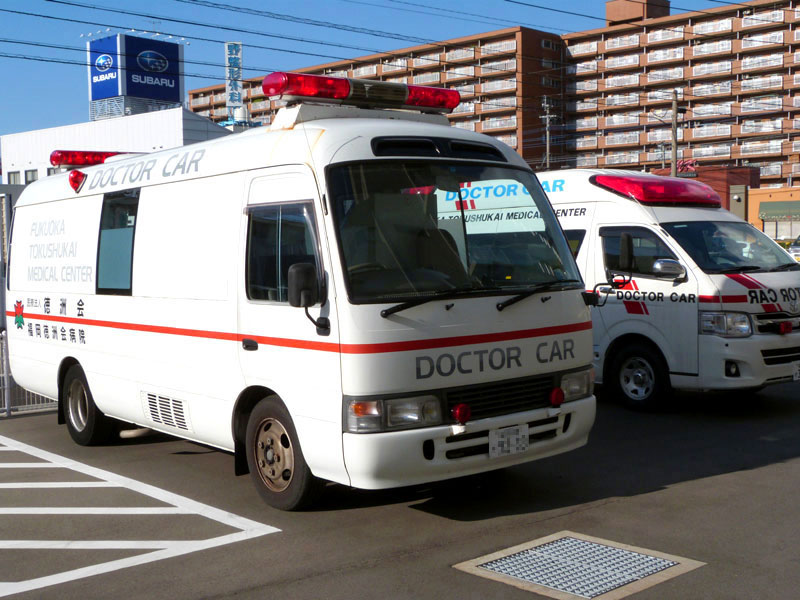
ドクターカー

1979年10月1日、徳洲会の病院としては全国で6番目の病院として150床で開設。徳洲会グループで唯一地域医療支援病院として認可されており、周産期母子医療センターを併設している。
年間救急搬送約1万件と九州有数の病院である。また、ドクターカーも保有している。
旧病院に隣接する土地に10階建ての新病院（延床面積5万3000平方メートルを建設し、2014年（平成26年）9月1日に新病院が開業した。

## 沿革
- 1979年（昭和54年）10月 - 開院。
- 1980年（昭和55年） - 2月に救急告示病院として250床に増床、同年6月には350床に増床。
- 1981年（昭和56年） - 労災保険医療機関指定。
- 1984年（昭和59年）9月 - 重症者看護加算施設基準認可。
- 1987年（昭和62年） - 3月に400床、同年8月には600床に増床。9月にはセンター棟及び新生児センターを開設。
- 1992年（平成4年） - 総合病院として承認される。
- 1995年（平成7年） - 厚生省臨床研修指定病院認定。
- 1996年（平成8年） - 6月13日に発生した福岡空港ガルーダ航空機離陸事故において医療援護を行う。
- 1997年（平成9年） - 新館オープン。
- 1998年（平成10年） - 九州初のバチスタ手術が行われる。
- 2008年（平成20年） - 地域医療支援病院として認定される。
- 2009年（平成21年） - 電子カルテ導入。
- 2014年（平成26年）9月1日 - 新病院開業[2]。

## 関連施設
- 有料老人ホーム「アンリ南福岡」

## アクセス
- 福岡高速道路
  - 福岡高速5号線板付出入口から2km
- 西日本鉄道井尻駅から約1.3km
- JR九州南福岡駅から約1.6km

- 路線バス
  - 西鉄バス・春日市コミュニティバス「やよい」
    - 福岡徳洲会病院前

## 新型コロナウイルス感染
- 2020年5月13日、福岡県は、感染症指定医療機関の福岡徳洲会病院の20代女性看護師が新型コロナウイルスに感染したと発表した。同病院は11日まで、入院患者の70代男性と80代女性、20代女性看護師3人の感染が確認されており、集団感染の疑いがある。県内の感染者集団は6例目。県内では12日、計30人の感染を確認、福岡市11人、北九州市4人、久留米市7人、小郡市1人など。県内の感染者数は計362人となった[4]。